# Natalija Suchorukowa
Natalija Wołodymyriwna Suchorukowa, ukr. Наталія Володимирівна Сухорукова (ur. 18 października 1975)  – ukraińska piłkarka i futsalistka, grająca na pozycji obrońcy, reprezentantka Ukrainy, w której zadebiutowała 8 września 1996 w meczu przeciwko Rumunii. Uczestniczka Mistrzostw Europy w Piłce Nożnej Kobiet 2009.